# Comuna Movileni, Olt
Movileni este o comună în județul Olt, Muntenia, România, formată din satele Bacea și Movileni (reședința).
Date Geografice despre com. Movileni:
Latitudine: 44.37
Longitudine: 24.65

## Personalități
- Emanoil Ionescu (1893 - 1949), general aviator

## Primari
- Ion Sorin Toma
- Constantin Șerban
- Cristian Râmbu

## Demografie
Componența etnică a comunei Movileni
     Români (95,76%)
     Alte etnii (4,24%)
Componența confesională a comunei Movileni
     Ortodocși (95,25%)
     Alte religii (0,45%)
     Necunoscută (4,3%)
Conform recensământului efectuat în 2021, populația comunei Movileni se ridică la 3.137 de locuitori, în scădere față de recensământul anterior din 2011, când fuseseră înregistrați 3.443 de locuitori. Majoritatea locuitorilor sunt români (95,76%). Din punct de vedere confesional, majoritatea locuitorilor sunt ortodocși (95,25%), iar pentru 4,3% nu se cunoaște apartenența confesională.

## Politică și administrație
Comuna Movileni este administrată de un primar și un consiliu local compus din 13 consilieri. Primarul, Ion Sorin Toma[*], de la Partidul Social Democrat, este în funcție din 2012. Începând cu alegerile locale din 2024, consiliul local are următoarea componență pe partide politice:
|  | Partid                          | Consilieri | Componența Consiliului | Componența Consiliului | Componența Consiliului | Componența Consiliului | Componența Consiliului | Componența Consiliului | Componența Consiliului | Componența Consiliului | Componența Consiliului | Componența Consiliului | Componența Consiliului |
|  | ------------------------------- | ---------- | ---------------------- | ---------------------- | ---------------------- | ---------------------- | ---------------------- | ---------------------- | ---------------------- | ---------------------- | ---------------------- | ---------------------- | ---------------------- |
|  | Partidul Social Democrat        | 11         |                        |                        |                        |                        |                        |                        |                        |                        |                        |                        |                        |
|  | Alianța pentru Unirea Românilor | 2          |                        |                        |                        |                        |                        |                        |                        |                        |                        |                        |                        |